# Le Chant d'Altabiscar

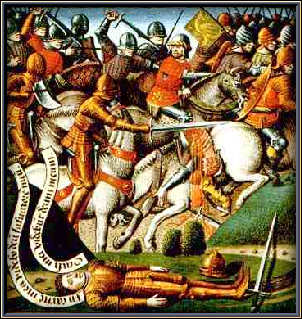
Bataille de Roncevaux, anonyme, XVe s.

Le Chant d’Altabiscar, en basque Altabizkarko Kantua, parfois appelé chant des Escualdunacs, est un poème épique publié pour la première fois en 1835, et présenté alors comme contemporain de la Chanson de Roland. Il a été écrit en français en 1828 par Eugène Garay de Monglave, et traduit en basque par Louis Duhalde, d’Espelette. L’authenticité de ce poème eut de nombreux partisans et fit l’objet de controverses durables.

## Thème
Le thème du poème est le récit de la bataille de Roncevaux, où les Basques attaquent l’arrière-garde de l’armée de Charlemagne et où meurt Roland. Le nom vient du mont Altabiscar ou Altabizkar, variation du nom officiel Altobiscar en castillan, Astobizkar en basque, situé à l’ouest du col d’Ibañeta, près de Roncevaux, où se déroula l’attaque. Le texte initial en vers a été traduit en prose et forme huit couplets de vers libres dans lesquels on ne trouve donc ni rimes ni métrique précise. Deux strophes se caractérisent par une énumération de chiffres de un à vingt, dans l’ordre croissant, et ensuite dans l’ordre décroissant.
Les deux premières strophes (graphie moderne) :
I
Oihu bat aditua izan da

Eskualdunen mendien artetik,

eta etxeko jaunak bere atearen aitzinean xutik,

ideki tu beharriak eta erran du:

"Nor da hor? Zer nahi daute?"

Eta xakurra, bere nausiaren oinetan lo zegoena

altxatu da eta karrasiz

Altabizkarren inguruak bete ditu.
II
Ibañetaren lepoan harrabots

bat agertzen da,

hurbiltzen da, arrokak ezker eta eskuin jotzen dituelarik;

hori da hurrundik heldu den armada baten burrunba.

Mendien kopetetarik guriek errespuesta eman diote;

berek duten seinua adierazi dute,

ta etxeko jaunak bere dardak zorrozten tu.
Traduction originale, donnée par Garay de Monglave :
Un cri s’est élevé — du milieu des montagnes des Escualdunacs ; — et l’Etcheco-jauna (maître de la maison), debout devant sa porte, — a ouvert l’oreille, et il a dit Qui va là ? Que me veut-on ? — Et le chien qui dormait aux pieds de son maître — s’est levé, et il a rempli les environs d’Altabiscar de ses aboiements.
Au col d’Ibañeta, un bruit retentit ; — il approche en frôlant à droite, à gauche les rochers ; — c’est le murmure sourd d’une armée qui vient. — Les nôtres y ont répondu du sommet des montagnes ; — ils ont soufflé dans leurs cornes de bœuf, — et l’Etcheco-jauna aiguise ses flèches.

## Contexte
Eugène Garay de Monglave, de son vrai nom François-Eugène Moncla, né à Bayonne le 5 mars 1796, mort en 1873 à Paris, a composé ce poème alors qu’il était étudiant à Paris, pour le chanter dans des réunions d’étudiants basques. C’est un de ses compatriotes, Louis Duhalde, natif d’Espelette, qui pratique le basque sans en avoir une grande connaissance, qui en fait une traduction en vers libres.
Lors de la publication en 1835, Garay de Monglave est secrétaire perpétuel de l’Institut historique de Paris, fondé par lui-même en 1833, et prétend avoir vu le parchemin chez le comte Garat, « ancien ministre, ancien sénateur et membre de l’Institut », qui le tenait lui-même du célèbre La Tour d’Auvergne (connu pour s’intéresser plutôt aux langues celtiques), lequel l’aurait reçu en 1794 des mains du supérieur d’un couvent de Saint-Sébastien. La carrière de Garay de Monglave se partage entre la France, l’Espagne et le Brésil, avec des publications variées, romans, ouvrages historiques, biographiques, libelles et pamphlets qui lui ont valu plusieurs amendes et emprisonnements.
La Chanson de Roland est publiée pour la première fois par Francisque Michel, professeur à la Faculté des Lettres de Bordeaux, en 1837, d’après le manuscrit d’Oxford. Il y joint le Chant d’Altabiscar qui lui apparaît comme directement lié. La découverte et la publication de textes fondateurs est courante en ces temps où apparaissent les nationalismes en Europe. On peut rattacher à cette vogue la parution au siècle précédent des œuvres d’Ossian, pure création de James Macpherson qui répond néanmoins à un besoin de retrouver des racines littéraires propres à une nation, fût-ce au prix d’une supercherie. Ainsi paraissent en 1800 le Chant d’Igor, prétendument du XIIe siècle ; en 1817, le Chant des Cantabres (basque) par Wilhelm von Humboldt ; en 1818, le Dvur Kralove (Bohème) par Václav Hanka ; en 1835, le Kalevala (Finlande) par Elias Lönnrot ; en 1845, le Chant d’Hannibal (basque) par Augustin Chaho, etc.

## Controverses
Le Chant d’Altabiscar est très vite contesté par divers érudits, qui notent qu’il s’agit d’une langue basque moderne, qui n’aurait pas changé depuis le VIIIe siècle, alors que des textes plus récents montrent de grandes différences. Parmi eux, le plus virulent est sans doute le gascon Jean-François Bladé (Dissertation sur les chants héroïques des Basques, 1866), qui a débuté comme historien amateur en prouvant la fausseté des chartes de fondation de Mont-de-Marsan, opportunément découvertes peu de temps auparavant. Il réserve le même traitement, tout en respectant leurs travaux par ailleurs, à Von Humboldt et Augustin Chaho. Bladé est lui-même contesté par ses adversaires habituels, tels Justin Cénac-Moncaut (1869). 
En décembre 1883, le révérend Wentworth Webster découvre de son côté que cette œuvre relève d’une supercherie et la révèle à son tour. Cependant, un siècle après son « exhumation » par Monglave, les partisans de l’authenticité du poème sont encore nombreux, comme en témoigne le texte de Camille Pitollet en 1936 (cité par Georges Cirot, Bulletin hispanique).
Il est aujourd’hui établi que ce texte est bien une création du XIXe siècle, mais la plupart des commentateurs s’accordent à lui reconnaître une réelle qualité littéraire.

## Postérité
La femme de lettres cubaine Gertrudis Gómez de Avellaneda en donne en 1871 une traduction en castillan : El canto de Altabiscar.
En 1877, Arturo Campión publie Orreaga (nom basque du lieu de la bataille de Roncevaux), une ballade en huit strophes directement inspirée du chant d’Altabiscar.
En 1981, le chanteur basque Benito Lertxundi met en musique et chante le chant d’Altabiscar dans le CD Altabizkarko Kantua.